# 潮見丘
潮見丘是台灣基隆市中山三路一帶山丘的地名，位在基隆港西岸的火號山，可俯瞰基隆港而得名。日治時代建有「潮見丘工事部官舍」，戰後撥為基隆港務局員工宿舍，並更名為高遠新村。當地還有同為日治時代興建的基隆築港殉職者紀念碑以及基隆港務局局長官舍，均已指定為歷史建築。

## 脚注
1. ↑  .   [2017-07-19]. （原始内容存档于2019-07-16）.